# مشتشونوف
مْشْتْشوُنوُف [ˈmʂt͡ʂɔnuf] (لغة يديشية: אַמשינאָוו Amshinov) مدينة تقع في مقاطعة جيراردوف، في محافظة مازوفيا في بولندا. بلغ عدد سكانها عام 2004 حوالي 6,310 نسمة.
في المدينة مجتمع يهودي، وقد كانت سابقاً مركزاً لحركة الحاسيديم، وقد كانت مشتشونوف تلفظ «أمشينوف» باللغة اليديشية.

## وصلات خارجية
- Jewish Community in Mszczonów on Virtual Shtetl